# Hakoah Riga
Der Ebreju Sporta Biedrība Hakoah Riga (deutsch: Jüdischer Sportverband Hakoah „die Kraft“ Riga) war ein lettischer Sportverein aus Riga, welcher von 1924 bis 1940 existierte. Die Fußballmannschaft von Hakoah spielte sieben Jahre in der Virslīga, der höchsten lettischen Spielklasse.

## Geschichte
Während der Zeit der lettischen Unabhängigkeit und zwischen den Weltkriegen gab es in Riga mit Makkabi und Hakoah zwei starke jüdische Sportorganisationen. „Makkabi“ wurde bereits 1918 gegründet, aber die bedeutendsten Erfolge im Fußball erzielte das sechs Jahre später gegründete „Hakoah“ das mehrere Jahre in der Virslīga spielte und zahlreiche Spieler in der Lettischen Fußballnationalmannschaft stellte.
Im Frühjahr 1924 wurde der jüdische Sportverein als „Ebreju Sporta Biedrība Hakoah Riga“ gegründet. Den ersten Sieg errang das Team in Jelgava gegen die örtliche „Kurzeme Cyclist Association“ am 27. April 1924. Im selben Jahr nahm das Team zum ersten Mal an der Rigaer Fußballmeisterschaft teil. In seiner ersten Saison wurde „Hakoah“ Sieger der Gruppe B, vor Union Riga. Der Aufstieg in die Klasse A gelang der Mannschaft jedoch nicht, da sie im Rückspiel des Aufstiegsspiels mit 0:3 gegen LSB Riga verlor. In den folgenden beiden Spielzeiten konnte „Hakoah“ den Erfolg der ersten Saison nicht wiederholen und landete beide Male hinter dem ersten Platz. 1926 wurde „Makkabi“ Sieger der Gruppe B. „Makkabi“ sollte nach 1927 eigentlich in der höchsten Gruppe spielen, aber es entstand die neue einheitliche lettische Virslīga, in der es in der ersten Saison nur vier Mannschaften gab, und „Makkabi“ war nicht enthalten. Um dem Ziel der jüdischen Mannschaft in Riga der Virslīga näher zu kommen, starteten „Makkabi“ und „Hakoah“ daher mit einer gemeinsamen Mannschaft in der Rigaer Meisterschaft 1927. Eine solche Fusion brachte jedoch keinen Erfolg – „Makkabi-Hakoah“ kam in der A-Klasse nicht über einen Mittelfeldplatz in der Tabelle hinaus. Rechtlich gesehen trennten sich „Maccabi“ und „Hakoah“ nach der erfolglosen Saison, und in den folgenden Jahren gingen die Mannschaften getrennte Wege. Einzig die Verbindung in regelmäßigen Transfers von Spielern von einer Mannschaft zur anderen blieb zwischen den Vereinen. Nach der Trennung behielt „Maccabi“ seinen Platz in der Klasse A, während „Hakoah“ in der Klasse B spielen musste. Im Jahr 1928 hatte „Hakoah“ keine wirkliche Chance, diese Spielzeit zu gewinnen, da daran die neu gegründeten Riga Vanderers teilnahmen, in deren Reihen ehemalige Virslīga-Spieler mit Erfahrung in der lettischen Nationalmannschaft standen. Im Jahr 1929 gab es in der Klasse B keine so starken Mannschaften wie die „Vanderers“, und „Hakoah“ gewann ohne besondere Schwierigkeiten den Meistertitel. Durch den Sieg erhielt der Verein 1930 das Recht, auf einem höheren Niveau in der 1. Liga zu starten (Die Klasse A wurde in 1. Liga umbenannt). „Hakoah“ benötigte drei Spielzeiten, um den 1. Ligatitel zu gewinnen und aufzusteigen.
Im Jahr 1933 debütierte „Hakoah“ in der Virslīga. Die erste Saison war für den Verein erfolglos – mit drei Siegen in 14 Spielen teilten sie sich mit dem FK Amatieris den letzten Platz in der Tabelle. Ein Entscheidungsspiel gegen den Abstieg zwischen den beiden Vereinen erwies sich als ziemlich hart, der Schiedsrichter schickte drei Spieler vom Feld – „Hakoah“-Stürmer Villijs Kacs und zwei „Amateira“-Spieler. „Hakoah“ gewann das Spiel mit dem Ergebnis von 2:1 durch Tore von Villijs Kacs und Solomons Tankels und sicherte sich damit auch für das nächste Jahr einen Platz in der Virslīga. In den nächsten zwei Jahren verbesserte „Hakoah“ seine Vorjahresleistung jeweils um einen Platz und belegte in der Virslīga zunächst den sechsten und dann den fünften Platz.
Im Jahr 1935 waren die Ergebnisse von „Hakoah“ besonders unterschiedlich – man startete mit drei Niederlagen in die Saison, es folgte eine Serie von vier Siegen und die Mannschaft beendete die Hinrunde auf dem dritten Platz der Virslīga. Die Rückrunde verlief jedoch weniger erfolgreich, mit dem fünften Platz hatte „Hakoah“ viele von seinem Können überzeugt und nicht umsonst debütierten seine Führungsspieler Iļja Vestermans und Villijs Kacs in der lettischen Nationalmannschaft. Vestermans war mit 11 erzielten Toren einer der besten Torschützen der Liga. Fünf Tore erzielte Isaks Feigins. Kacs und Zamuels Garbers erzielten jeweils vier Tore. In diesem Jahr wurde das Team von dem österreichischen Trainer Zinger trainiert.
In den nächsten beiden Spielzeiten behauptete „Hakoah“ ebenfalls den fünften Platz in der Liga, aber insgesamt war die Leistung der Mannschaft etwas schwächer als 1935. In der Saison 1936 erzielte Vestermans 10 Tore, mehr als die nächsten beiden Top-Torschützen für „Hakoah“ – Garbers und Makss Levitanuss zusammen. Die letzten beiden genannten sowie Levitanus‘ Bruder Nikolajs spielten in diesen Jahren auch für die lettische Nationalmannschaft. Im Allgemeinen war Lettland unter den jüdischen Fußballern am stärksten vertreten durch Vestermans, der in 23 Länderspielen 11 Tore, Nikolajs Levitanuss spielte fünfmal in der Nationalmannschaft, Kacs zweimal und Garbers und Maksis Levitanuss einmal.
„Hakoah“ spielte die Saison 1938/39 sehr erfolglos. In dem Jahr, in dem die Mannschaft fast ihren Platz in der Virslīga verloren hätte, gelang „Hakoah“ durch einen überzeugenden 7:2-Sieg gegen 16. Jegalvas APS im Entscheidungsspiel der Klassenerhalt. Nach Vestermanns Weggang in die Vereinigten Staaten zu Philadelphia Passon hatte Hakoah ernsthafte Probleme im Angriff und „Hakoah“ verließ sich in diesen Jahren vor allem auf seine solide Verteidigung und Leiba Kacs im Tor. Zwei Jahre lang – 1937 und 1938 – erreichte „Hakoah“ das Halbfinale des lettischen Pokals und verlor jeweils gegen RFK Riga und ASK Riga.
Im letzten Jahr der Unabhängigkeit Lettlands durch die erste sowjetische Besetzung 1940 und im letzten Jahr des Bestehens von „Hakoah“ war das jüdische Team so nahe wie nie zuvor daran die Meisterschaft der Saison 1939/40 zu gewinnen. Nach der Hinrunde belegte der Verein den zweiten Platz, in der Rückrunde wurden die Ergebnisse jedoch deutlich schwächer und „Hakoah“ wurde Vierter.
„Hakoah“ wurde zusammen mit anderen Sportmannschaften durch die sowjetischen Besatzer im Herbst 1940 aufgelöst. Die besten Spieler wurden zu Dinamo Riga und der Rest in die Rigaer 1. Liga-Mannschaft „Roter Stern“ aufgenommen. Die meisten der ehemaligen „Hakoah“-Fußballspieler starben im Holocaust, ein anderer Teil – in den Reihen der Roten Armee an der Ostfront des Zweiten Weltkriegs.

## Bilanz
Die Tabelle zeigt das sportliche Abschneiden von Hakoah Riga.
| Saison  | Liga (Ebene) | Platz | Spiele | S | U | N  | Tore  | Diff. | Pkt. | Bemerkung                                         |
| ------- | ------------ | ----- | ------ | - | - | -- | ----- | ----- | ---- | ------------------------------------------------- |
| 1933    | Virslīga (I) | 07.   | 14     | 3 | 1 | 10 | 17:31 | −14   | 07   | Teilnahme am Entscheidungsspiel gegen den Abstieg |
| 1934    | Virslīga (I) | 06.   | 14     | 5 | 2 | 07 | 19:31 | −12   | 12   |                                                   |
| 1935    | Virslīga (I) | 05.   | 14     | 6 | 2 | 06 | 28:25 | 0+3   | 14   |                                                   |
| 1936    | Virslīga (I) | 05.   | 14     | 4 | 3 | 07 | 21:24 | 0−3   | 11   |                                                   |
| 1937/38 | Virslīga (I) | 05.   | 12     | 4 | 2 | 06 | 17:27 | −10   | 10   |                                                   |
| 1938/39 | Virslīga (I) | 06.   | 14     | 2 | 3 | 09 | 16:28 | −12   | 07   | Teilnahme am Entscheidungsspiel gegen den Abstieg |
| 1939/40 | Virslīga (I) | 04.   | 14     | 7 | 1 | 06 | 21:25 | 0−4   | 15   |                                                   |

## Ehemalige Spieler und Trainer
- Ichoks Benensons
- Edvīns Bārda
- Aleksandrs Buhs
- Mihails Damskis
- Isaks Feigins
- Jūliuss Feldmanis
- Markus Finbergs
- Zamuels Garbers
- Arons Galanterniks
- Sorahs Gutkins
- Leiba Kacs
- Villijs Kacs
- Simons Kagans
- Noa Kons
- Harijs Lēvenšteins
- Mozus Levi
- Arons Levins
- Makss Levitanuss
- Nikolajs Levitanuss
- Mihails Lurjē
- Haims Magarils
- Berls Maisters
- Šaloms Metrikins
- Jošua Munics
- Genoks Popjanskis
- Haims Rubinšteins
- Feivelis Šmorgons
- Dāvids Švērs
- Moiše Svidels
- Solomons Tankels
- Solomons Veinbergs
- Noja Vestermans
- Iļja Vestermans